# Wallace i Gromit: Kwestia tycia i śmierci
Wallace i Gromit: Kwestia tycia i śmierci (Wallace and Gromit: A Matter Of Loaf and Death) – brytyjski, krótkometrażowy film animowany, wyprodukowany przez Aardman Animations i BBC. Jest to już czwarty film o przygodach Wallace'a i Gromita, nie biorąc pod uwagę filmu kinowego - Wallace i Gromit: Klątwa królika. Nominowany do Oscara za rok 2009, w kategorii: Najlepszy krótkometrażowy film animowany.

## Fabuła
Wallace i Gromit zakładają firmę "Top Bun" (Super Bułeczka) zajmującą się produkowaniem pieczywa. W mieście zaś grasuje seryjny, "zbożowy" morderca, który na swoje ofiary wybiera wyłącznie piekarzy. Gdy w gazetach pojawiła informacja o zamordowaniu dwunastego już w tym roku piekarza Boba, Gromit boi się, iż Wallace może powiększyć grono zabitych w miasteczku. Akcja się zagęszcza, kiedy podczas rozwożenia chleba, Wallace i Gromit spotykają Piellę, dziewczynę reklamującą chleb cienko krojony (Bake'o'Lite Girl), w której zakochuje się Wallace. Następnie, pod przykrywką Fluffies, jej psa, zachęca Wallace'a, aby poszedł z nią na spacer - tu zaczyna się romans Wallace'a i Pielli. Gdy Gromit zostaje posłany do Pielli, aby odnieść jej portmonetkę, odkrywa, że to ona jest "zbożowym mordercą" - przerażony próbuje ostrzec Wallace'a o jej zamiarach, konstruując wykrywacz metali. Ostatecznie, po nieudanej próbie zabicia Wallace'a, Piella ginie. Ciekawym szczegółem jest to, że Gromit zakochuje się z wzajemnością w Fluffies - suczce Pielli.

## Obsada
- Adam Cywka – Wallace
- Beata Rakowska – Piella Piekarska
- Maciej Czapski – Piekarz Bob